# Epistasi
In genetica, l'epistasi è una forma di interazione fra geni, in cui una mutazione genetica dipende dalla presenza o dall'assenza di mutazioni in uno o più altri geni, chiamati "geni modificatori". Il gene che condiziona l'espressione dell'altro gene (ipostatico) è detto epistatico.
L'effetto della mutazione è pertanto dipendente dal background genetico in cui si manifesta. Le mutazioni epistatiche producono effetti diversi quando si sovrappongono.
Originariamente il termine epistasi indicava che l'effetto di un gene variante veniva mascherato dalla presenza di un gene differente. Il concetto di "epistasi" fu introdotto nel 1907 nel campo della genetica da William Bateson e dalle sue collaboratrici Florence Durham e Muriel Wheldale Onslow, ma viene attualmente utilizzato anche in biochimica, biologia computazionale, bioinformatica e biologia evolutiva.

## Quantificazione
Gli effetti dei geni vengono attualmente quantificati valutando l'ampiezza del fenotipo (altezza, pigmentazione, tasso di crescita) o valutando per via biochimica l'attività proteica (legami proteici o catalisi enzimatica). Modelli di biologia computazionale o evolutiva mirano a descrivere gli effetti dell'epistasi su scala genomica e le conseguenze sull'evoluzione.
L'identificazione delle coppie epistatiche è notevolmente impegnativa sia dal punto di vista computazionale che statistico; per questo motivo alcuni studi danno la priorità alle coppie epistatiche.

## Classificazione
Il fenomeno si verifica quando una coppia di alleli copre l'espressione fenotipica di un'altra coppia di alleli. Le caratteristiche fenotipiche dell'individuo saranno pertanto date dalla risultante di questa interazione; il gene che maschera l'espressione di un altro gene viene definito epistatico, il gene la cui espressione viene mascherata viene definito ipostatico.
Ad esempio se il gene Y è epistatico sul gene X; il gene X è detto ipostatico rispetto al gene Y.
Più precisamente, nell'epistasi dominante, la presenza di un singolo allele epistatico A ha l'effetto di impedire il passaggio dal fenotipo 1 al fenotipo 2, passaggio che però è controllato anche da un'altra coppia allelica, i cui alleli possono essere B o b; si dice allora che A è epistatico su B e b perché, per la presenza di una copia di A, dal fenotipo 1 non si capisce se il secondo gene ha almeno un allele dominante o entrambi gli alleli recessivi.
Nell'epistasi recessiva, l'assenza di un allele A, ossia la presenza di una coppia allelica epistatica a/a, ha l'effetto di impedire (quindi l'allele A lo coadiuverebbe) il passaggio dal fenotipo 1 al fenotipo 2, passaggio che però è controllato anche da un'altra coppia allelica, i cui alleli possono essere B o b; si dice allora che a/a è epistatico su B e b perché, a causa della presenza di una coppia allelica a/a, non si può ricavare dal fenotipo 1 se il secondo gene ha almeno un allele dominante o entrambi gli alleli recessivi. 
Questi due tipi di epistasi, naturalmente, possono essere combinati fra loro in modo più o meno complesso, dando luogo a rapporti fenotipici della progenie di un incrocio diversi a seconda del numero dei geni in rapporto epi-/ipo-statico considerati e a seconda delle relazioni di epistasi intercorrenti fra ciascuna delle due coppie alleliche.

## Esempi
Un esempio di epistasi recessiva è l'albinismo, in cui la presenza di una coppia allelica recessiva (a/a), che altera la produzione di melanina, va a coprire qualsiasi altra coppia di alleli non strettamente dominante (quindi b/b oppure b/B) che vada ad influenzare il colore della pelle, degli occhi o dei capelli.
Un altro esempio di epistasi recessiva si ha nella colorazione del pelo dei cani di razza Labrador, nei quali un gene (comunemente chiamato "e") sopravanza sull'espressione del gene B (dominante, che dà colore nero, a differenza del gene "b" che da colore marrone), determinandone così il colore chiaro del mantello.
Il fenotipo di Bombay, a livello del gruppo sanguigno di tipo O, è un ulteriore chiaro esempio di epistasi recessiva, in cui difetti dei geni FUT1 e FUT2 possono 'nascondere' l'espressione fenotipica di eventuali alleli determinanti gli antigeni A,B.
Un esempio di epistasi dominante è dato dal colore grigio del mantello del cavallo (Boco). Quando il gene del grigio è presente allo stato dominante, fa sì che non si manifestino altre colorazioni (rapporto fenotipico alla F2 12:3:1).